# جورج تايلور موريس
جورج تايلور موريس (بالإنجليزية: George Taylor Morris)‏ هو دي جيه أمريكي، ولد في 10 مايو 1947 في كينغ سيتي في الولايات المتحدة، وتوفي في 1 أغسطس 2009 في ريستون في الولايات المتحدة بسبب سرطان المريء.